# Gennaro Maria Sarnelli
Blahoslavený Gennaro Maria Sarnelli (12. září 1702 Neapol – 30. června 1744 tamtéž) byl italský římskokatolický kněz a redemptorista. Katolická církev jej uctívá jako blahoslaveného.

## Život
Narodil se 19. září 1702 v Neapoli jako čtvrté z osmi dětí Angela Sarnelliho (Baron z Ciorani) a Cateriny Scoppa. Jeho strýcem byl Andrea Sarnelli, biskup diecéze Muro Lucano.
Když mu bylo 14 let, zatoužil stát se jezuitou, to mu však otec nedovolil a dal ho studovat obojí právo (civilní i kanonické). Při studiu měl zásluhy na blahořečení Jana Františka Régise. Poté vstoupil do sdružení Zbožných pracovníků sv. Mikuláše z Toleda. Jednou z povinností tohoto sdružení bylo navštěvovat nemocné v Ospedale degli Incurabili v Neapoli.
V září roku 1728 se rozhodl odejít z právničiny a vstoupil do kněžského semináře. Byl klerikem ve farnosti Santa Anna di Palazzo, kde vyučoval děti katechismus. Dne 8. dubna 1730 vstoupil do noviciátu Kongregace apoštolských misií a 8. června 1732 byl vysvěcen na kněze. Po vysvěcení se stal členem Propagandy Neapole, což byla sekulární kongregace kněží oddaných apoštolské práci. Všechen svůj majetek a peníze předal chudým lidem. Později se stal přítelem sv. Alfonse Maria z Liguori. Poté, co Alfons založil Kongregaci Nejsvětějšího Vykupitele, roku 1733 vstoupil do této kongregace. Jako redemptorista pomáhal nemocným, vězňům a mladým chlapcům a dívkám.
V letech 1735-1736 působil se sv. Alfonsem na misiích na pobřeží Amalfitana. V tuto dobu se začalo zhoršovat jeho zdraví a proto odešel zpět do Neapole. Zde začal pomáhat prostitutkám, které se snažil napravit. Tyto ženy a jejich obhajoval. V dubnu roku 1744 přestal kvůli zdraví kázat. Zemřel 30. června stejného roku ve 22 hodin. Přítomni byli např. sv. Alfons či jeho bratr Domenico.
Za svůj život napsal přes 30 pastoračních, sociologistických a teologických knih.

## Proces blahořečení
Proces blahořečení byl zahájen v arcidiecézi Neapol 3. prosince 1874. Dne 2. prosince 1906 uznal papež sv. Pius X. jeho hrdinské ctnosti. Dne 12. ledna 1996 uznal papež sv. Jan Pavel II. zázrak na jeho přímluvu. Blahořečen byl 12. května 1996.